# Zetor

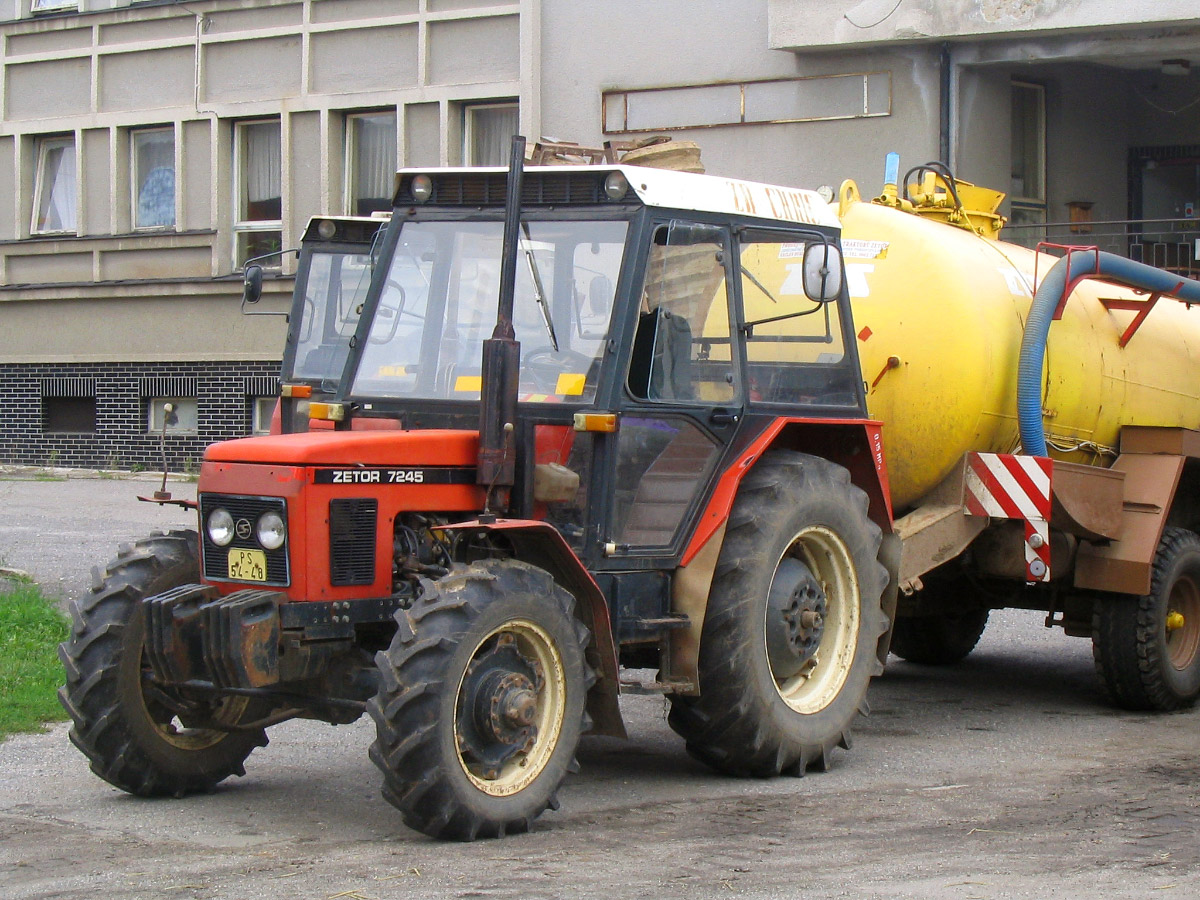
Zetor 7245

A Zetor csehszlovák, majd cseh traktormárka. A Zetor-traktorokat kezdetben a Zbrojovka Brno traktorgyártó divíziója gyártotta, 1946-tól. Az első Zetor-modellt, a Zetor 25-öt 1946. március 15-én mutatták be. A traktorgyártás az 1950-es évek elejétől fokozatosan a Zbrojovka líšeňi golyóscsapágygyárába (ZKL) települt át, amely 1976-ban felvette a Zetor cégnevet. 1993. július 1-jén privatizálták az állami vállalatot, a részvénytársasággá alakított Zetor a.s. többségi tulajdonosa a prágai Konslidační banka volt. A céget 2002. június 29-étől a szlovák HTC Holding Inc. vásárolta meg. 
A Zetor volt az első traktormárka, amelyen a járművek vezetőfülkéjéhez biztonsági védőkeretet használtak. A 70-80-as években a termelőszövetkezetek és állami gazdaságok első számú kiszolgálótraktora volt, hétköznapi beszédben gyakran köznévként használták a „zetor” szót a „traktor” szinonimájaként (lásd: fajtanévvé vált védjegy).

## Története[2]
A második világháború után a csehszlovák vezetés az ipar számára feladatként határozta meg az olcsó, könnyű és megbízható mezőgazdasági vontatók gyártását. A feladattal a Zbrojovka Brno és a plzeňi Škoda foglalkozott. A Zbrojovka Brnónál František Musil irányításával 1945-től dolgoztak a traktor kifejlesztésén. Az év november 14-én készült el a Zbrojovka Brno traktorának prototípusa. A novemberi összehasonlító teszteken a Škodával szemben a Zbrojovka Brno terve győzött, így ott indult el 1946-ban a Zetor márkanevű traktorok sorozatgyártása a Zbrojovka Brno Zábrdovice városrészben található üzemcsarnokában. Ezen az üzemi telephelyen korábban gőzturbinákat gyártottak, majd 1936-ban megvásárolta a Zbrojovka Brno, és autókat gyártottak ott a német megszállásig. A második világháború alatt az üzem a Hermann Göring Birodalmi Művekhez tartozott. A szovjet ellentámadás alatt az üzemcsarnokok jelentős károkat szenvedtek.
A Zbrojovka Brno első traktormodelljét, a Zetor 25-öt 1946. március 15-én mutattak be. A Zetor márkanevet, amelyet 1946 augusztusában jegyeztek be, Rostislav Sapák,, a cég gazdasági részlegének munkatársa gondolta ki. Augusztusban indult el a Zetor 25 sorozatgyártása is. A márkanév a zbrojovka (magyarul: fegyvergyár) szó első betűjének, a Z-nek a cseh nevéből (Zet) és a traktor szó utolsó két betűjéből (or) áll össze. A gyártmányok megnevezésére a kezdeti időszakban a Zetor márkajelzést és a jármű lóerőben megadott teljesítményét használták (pl. Zetor 25, vagy Zetor 50). A Zetor 25 továbbfejlesztett változatainak, a Zetor 25A és a Zetor 25K-nak a gyártása 1961-ig folyt. Az összes változatból 158 570 darabot készítettek, ebből 97 000 darabot exportáltak. 
A Zbrojovka a traktorok mellett továbbra is gyártott fegyvereket, motorkerékpár-motorokat, valamint írógépeket is. Az 1940-es évek második felében több mint 30 üzem tartozott a Zbrojovkához. Köztük a líšeňi golyóscsapágygyár (ZKL), ahol a Zbrojovka 1947-ben kezdte el az ipari berendezésekhez és traktorokhoz a golyóscsapágyak gyártását, kezdetben a brit Hoffmann csapágygyártó licence alapján. 
1950-ben a líšeňi golyóscsapágy gyár önállósult, majd 1952-ben oda telepítették át a Zetor 25 gyártását. 1954-ben a traktorgyárban új fejlesztő részleget hoztak létre a Zbrojovka Brno szakembereire alapozva. Ennek az új fejlesztőközpontnak az első eredménye a Zetor Super 35 traktor volt. 
1960-ban megszületett az UR I-széria legelső darabja, a Zetor 3011. A széria évtizedeken át a gyártó legjobban jövedelmező típuscsaládja lett. A széria kifejlesztésével együtt létrejött egy új hidraulikarendszer is, a Zetormatic, amely automatikusan képes volt szabályozni a függesztett munkaeszköz munkamélységét, a kerekek kipörgésének mértékében. 1962-ben a piaci igényekre reagálva megalapították a Csehszlovák–Lengyel Traktorfejlesztő Központot, aminek célja egy erősebb traktorcsalád kifejlesztése volt. Megjelentek az UR I-széria további tagjai: a 4011-es, és a 2011-es. 
1964-ben politikai megállapodás alapján együttműködés kezdődött a lengyelországi Ursus traktorgyár és a Zetor között. Az UR I tervei alapján megalkották az Ursus C-4011-et, amely rendkívül népszerűvé vált Lengyelországban, és egészen 1992-ig gyártásban maradt, folyamatos fejlesztésekkel. Ugyanekkor a Zetor fontos szerepet vállalt néhány ázsiai, és dél-amerikai ország mezőgazdaságának modernizálásában, összeszerelő üzemek létesültek Mianmarban, Indiában és Irakban. 1993-ig, több mint 200 000 traktort gyártottak ezekben az üzemekben. 
A folyamatosan fejlődő mezőgazdaság nagyobb teljesítményű traktorokat igényelt, erre válaszul 1966-ban elkészült a Zetor legújabb traktorcsaládja, az UR II, vagy ismertebb nevén: Zetor Crystal. Ezek az új modellek az 59–118 kW teljesítménytartományban, több teljesítménylépcsőben fedték le a kínálatot. A világon elsőként a Zetor Crystal traktorokban lehetett biztonsági, rugózott kabint kapni, amely ellenállt felborulás esetén akár a traktor teljes súlyának is. Új négy- és hathengeres motorok kerültek bevezetésre, szívó és turbó változatokban is, valamint egy teljesen új sebességváltó és hajtáslánc, melynek egyik nagy újdonsága volt a terhelés alatt kapcsolható, bolygóműves nyomatékváltó. 
1967-ben modernizálták az UR I-szériát, és bevezetésre kerültek az ötös számmal jelzett modellek: 2511, 3511, 4511.1976-ban a vállalat elhagyta csapággyári múltját, és nevet változtatott. Az új név a "Zetor Brno" lett. 1977-ben bevezették a kilences UR I szériát, majd 1980-ra a 10-eset, olyan modellekkel, mint a 6945, 6011, 7045. A komfort és a teljesítmény-felhozatal is növekedett. 

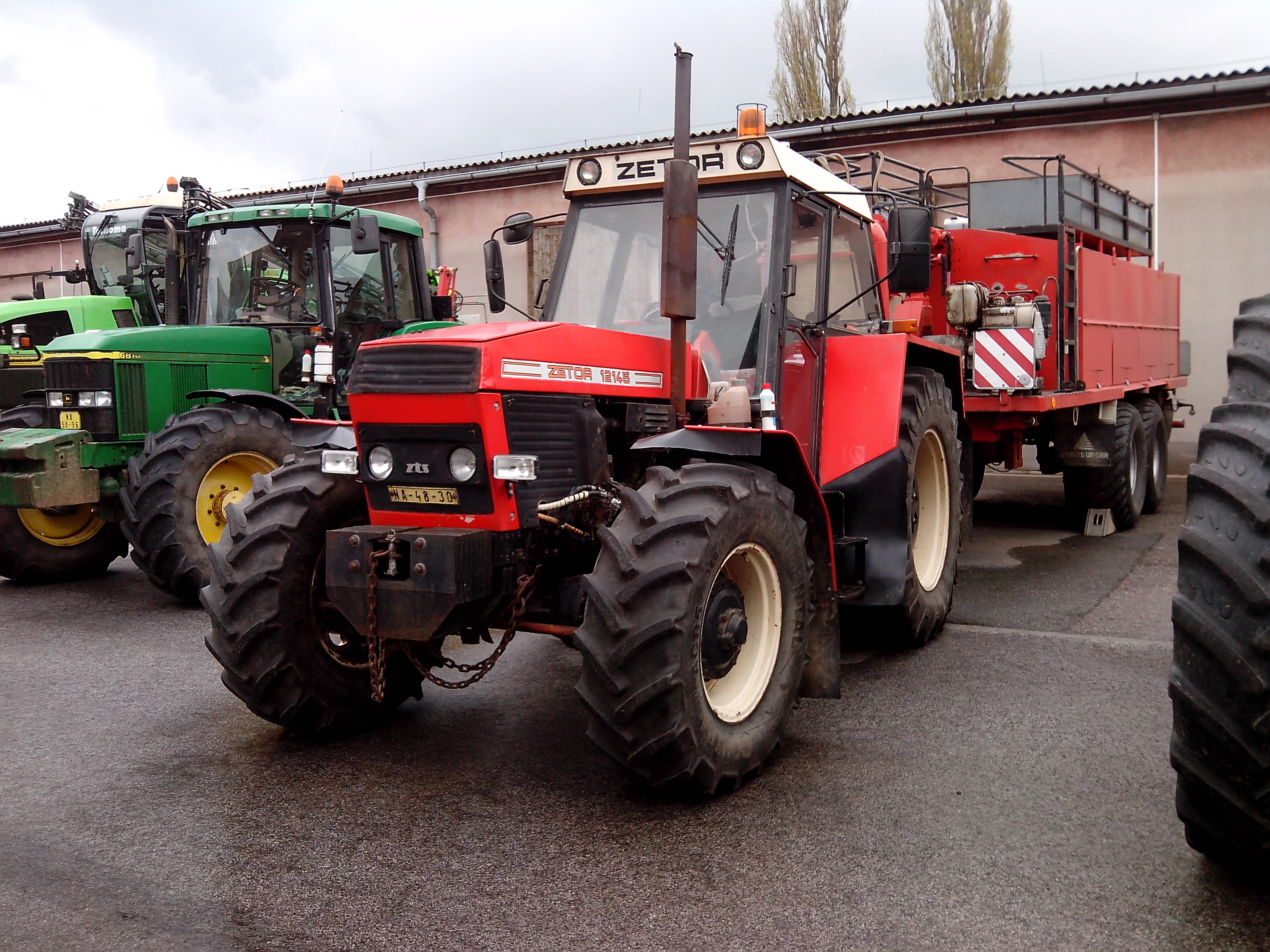
12145 ZTS

1981-ben politikai okokból a csehszlovák kormány áthelyeztette a Crystal-traktorok gyártását a szlovákiai ZTS vállalat turócszentmártoni gyárába. A brnói gyár akkorra már túlvolt 44 000 legyártott Crystal traktoron. A termelés áthelyezésével a saját hathengeres motor gyártása is megszűnt, azt is a ZTS-hez telepítették. A szlovák vállalat ezután többször is továbbfejlesztette az UR II-szériát, olyan típusokat létrehozva ezzel, mint a 16145, 16245, 16245 Super, és a 18345. Versenyképes áraival a Crystal-típuscsalád rendkívül népszerűvé vált, többek között Magyarországon is. Csehszlovákia felbomlásáig a közös forgalmazó miatt a traktorok még Zetor-ZTS márkanév alatt készültek, azonban Csehszlovákia felbomlása után a két gyártó közötti együttműködés is megszűnt. 
1983-ban a Zetor megjelent az amerikai piacon is. 1984-ben ismét továbbfejlesztették az UR I-szériát, a kettes típusjelzésű modellekkel, mint a 6211, vagy a 7211. Nem sokkal később megkezdődött a turbófeltöltő alkalmazása a négyhengeres modelleken is, aminek első terméke a 7711/7745-ös traktor lett. 

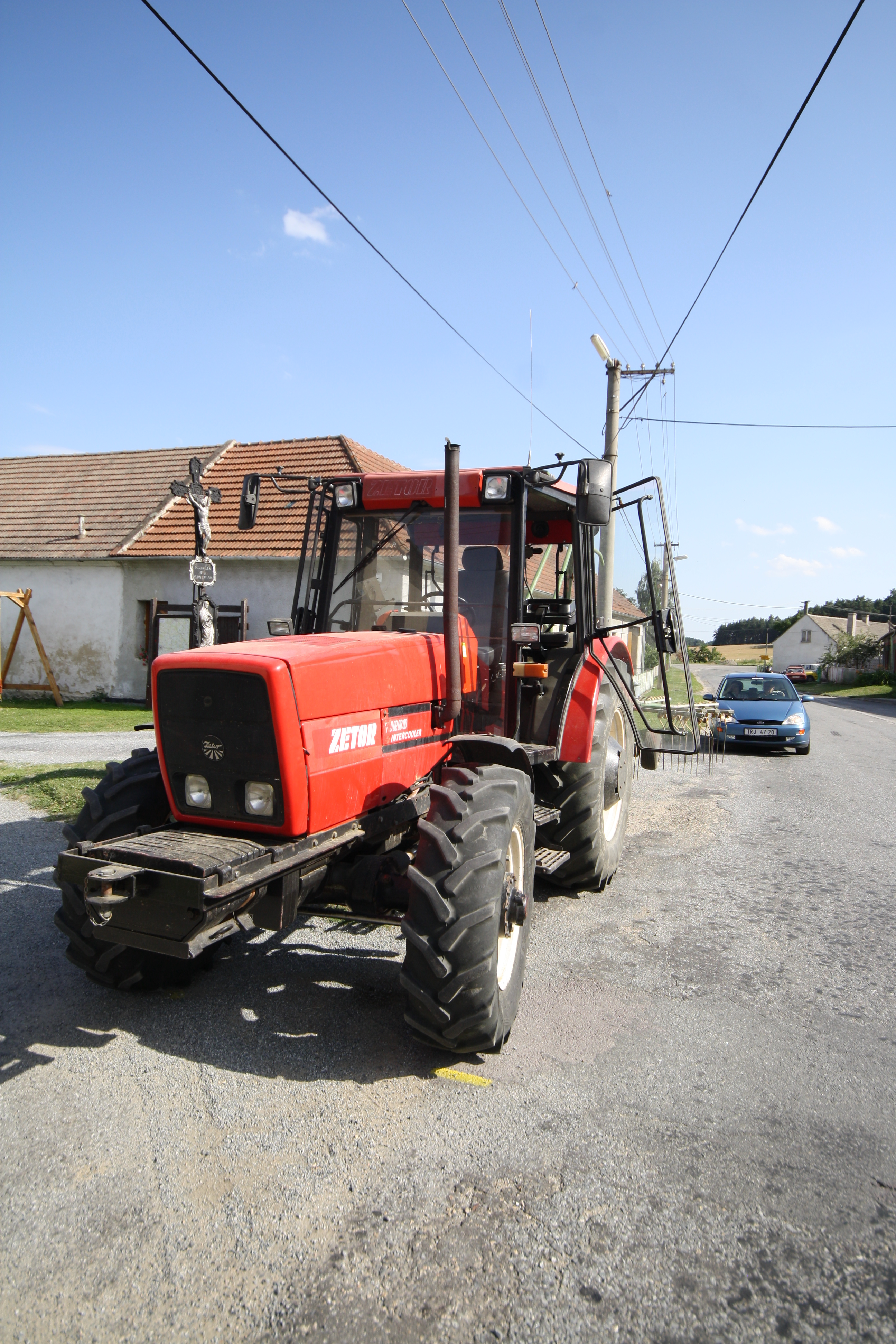
UR III Forterra

1991-ben, 10 évvel azután, hogy le kellett mondaniuk az UR II-modellek gyártásáról, a vállalat fontos lépésre szánta el magát. Kihasználva a rendelkezésre álló időt, és tapasztalataikat, kifejlesztettek egy UR II-alapokon nyugvó traktorcsaládot, amellyel visszatérhettek a nagyobb teljesítménykategóriákba. A típuscsalád az UR III nevet kapta, amely idővel Forterra lett. Az UR III 75-től 115 lóerőig tudott igényeket kiszolgálni. Új, négyhengeres szívó és turbófeltöltött motorok, valamint a legerősebb változatban Same által gyártott hathengeres turbódízel jellemezte a típuscsaládot. Mindegyik típus elérhető volt hátsó és összkerékhajtással is. Az UR III új fejezetet nyitott a gyár történelmében. 1993-ban a Zetor megállapodást kötött a John Deere-rel, aminek következtében a Zetor köteles volt kivonulni a dél-amerikai államokból, cserébe 1993-tól 1996-ig a cseh gyártó szállított komplett traktorokat a John Deere mexikói gyárába, ahol összeszerelésük után John Deere márkanév alatt, zöld–sárga színben gurultak ki a szalagról. A négy éven át tartó együttműködés alatt a Zetor 6500 traktort szállított a John Deere-nak, amely egy ideig ezen modellekkel fedte le dél-amerikai piacát.[forrás?]
1992-ben modernizálták az UR I-szériát, olyan modellekkel, mint a 3320/40, 6320/40, 7320/40 Turbo. 1997-ben ismét megtették ezt, létrehozva a "Super UR I" szériát. A gyártó itt hagyott fel végképp a szögletes formákkal, és reformálta meg a Major és a Forterra szériát is. A Forterra kínálatából kikerültek a hátsókerékhajtású modellek. A folyamatos újításoknak köszönhetően a Zetor-motorok teljesíteni tudták immáron a Stage III emissziós normákat. 1998-ban anyagi nehézségek miatt egy időre megszüntették a traktorgyártást. A végleges megoldás a kényes helyzetre 2002-ben érkezett, amikor a HTC holding a.s. felvásárolta a vállalatot, biztos tőkét garantálva a gyártás folytatásához.

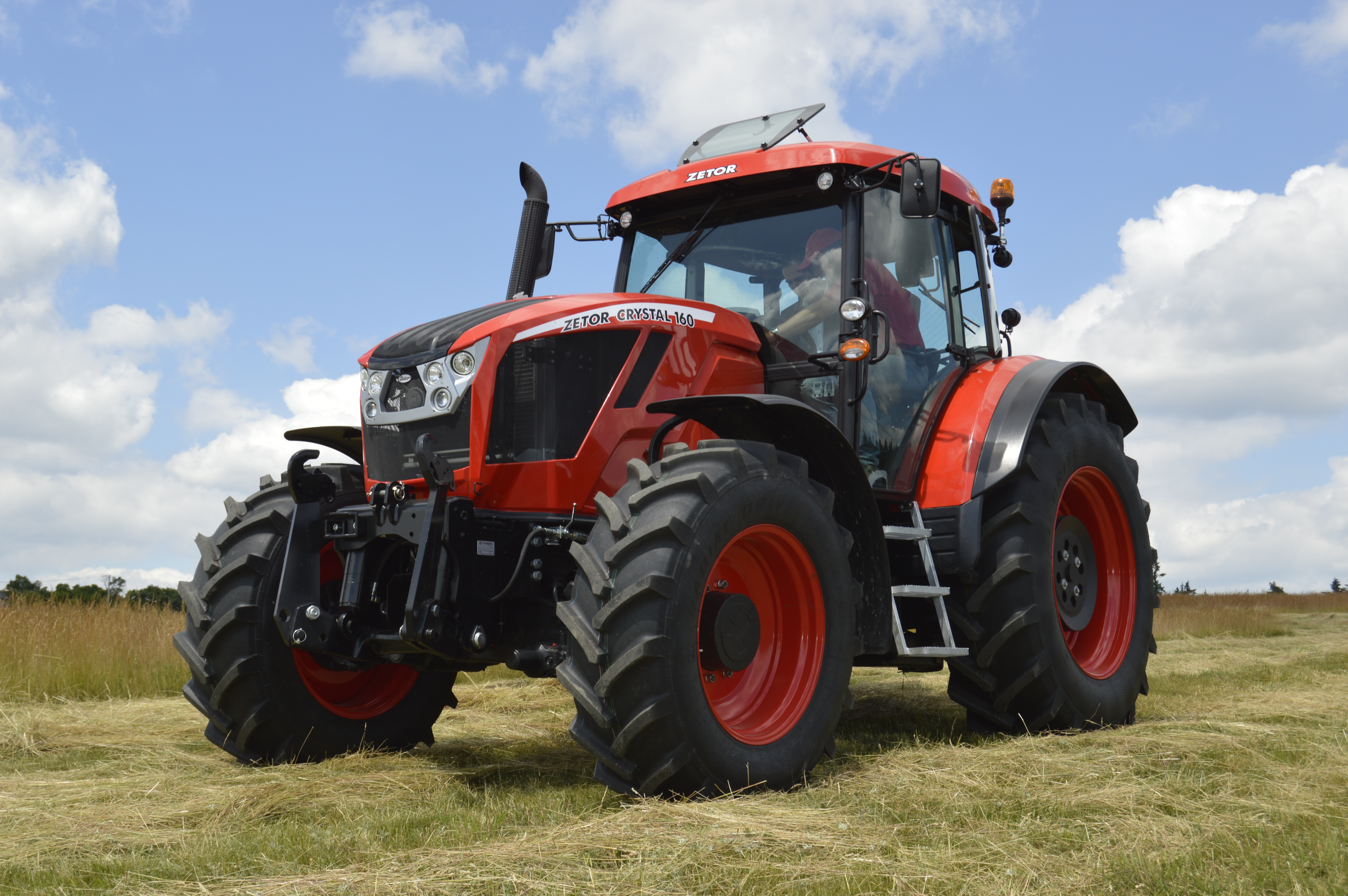
Az új Crystal

2004-ben a Zetor megreformálta modellpalettáját. Bevezetésre került a Proxima-széria, ami a "Super UR I" szériát váltotta le mint az ősi UR I elnevezés utolsó helytartóját. A traktorok innentől kizárólag Proxima és Forterra típusjelzés alatt kerültek gyártásra, végképp elfelejtve, az amúgy is egyre jobban feledésbe merült "UR" kategóriákat. 
2008-ban bevezetésre került a Proxima Power széria. Mivel ekkorra már általánossá vált minden szériában az összkerékhajtás, a teljesítményjelölések is leegyszerűsödtek: egyszerűen csak a traktor névleges teljesítményét tartalmazza már a számkód. Kifejlesztettek egy új sebességváltót, szinkronizált fokozatokkal, és terhelés alatt kapcsolható irányváltóval, "Power Shuttle" néven. A Crystalok óta jól ismert nyomatékváltót "Powershift"-re nevezték át.
2010-ben debütált a Zetor első 16 szelepes motorja a Forterrában, amelynek csúcsteljesítménye így 100 kW-ra nőtt. Megjelent a Proxima Plus traktorcsalád, majd 2012-ben a Forterra HSX, továbbfejlesztett, immár öt fokozatú szinkronizált váltóval, és a Zetor által gyártott eddigi legerősebb hidraulikával. 2013-ban a Zetor piacra dobta a "Major" elnevezésű családját. A név a legendás UR I-sorozat előtt tiszteleg, melynek ez a nem hivatalos, köznyelvben használt elnevezése volt. A gyártó ezzel a modellel akart alternatívát kínálni az olcsó, alacsonyabb teljesítményű traktorok kategóriájában. 
2015-ben ismét egy legendás nevet hoztak vissza a piacra: megjelent az új Zetor Crystal. A Zetor ezzel a traktortípussal kívánt beszállni a nagyobb teljesítményű erőgépek gyártásába. Deutz-gyártmányú, hathengeres motorok, és minden eddiginél nagyobb méretek jellemzik. 

## Zetor Gallery
A Zetor Gallery a Zetor gyári múzeuma, amely a brnói traktorgyártás történetét mutatja be. A múzeum a Zetor gyár területén található. Minden nap 10:00–17:00 között látogatható. A teljes árú belépődíj 2 euró (50 Kč). 12 főnél nagyobb csoportok számára előzetes regisztráció szükséges.